# Papiro 26
O Papiro 26  ({\displaystyle {\mathfrak {P}}}26) é um antigo papiro do Novo Testamento que contém fragmentos do primeiro capítulo da Epístola aos Romanos (1:1-16).